# Мир в Амасьї

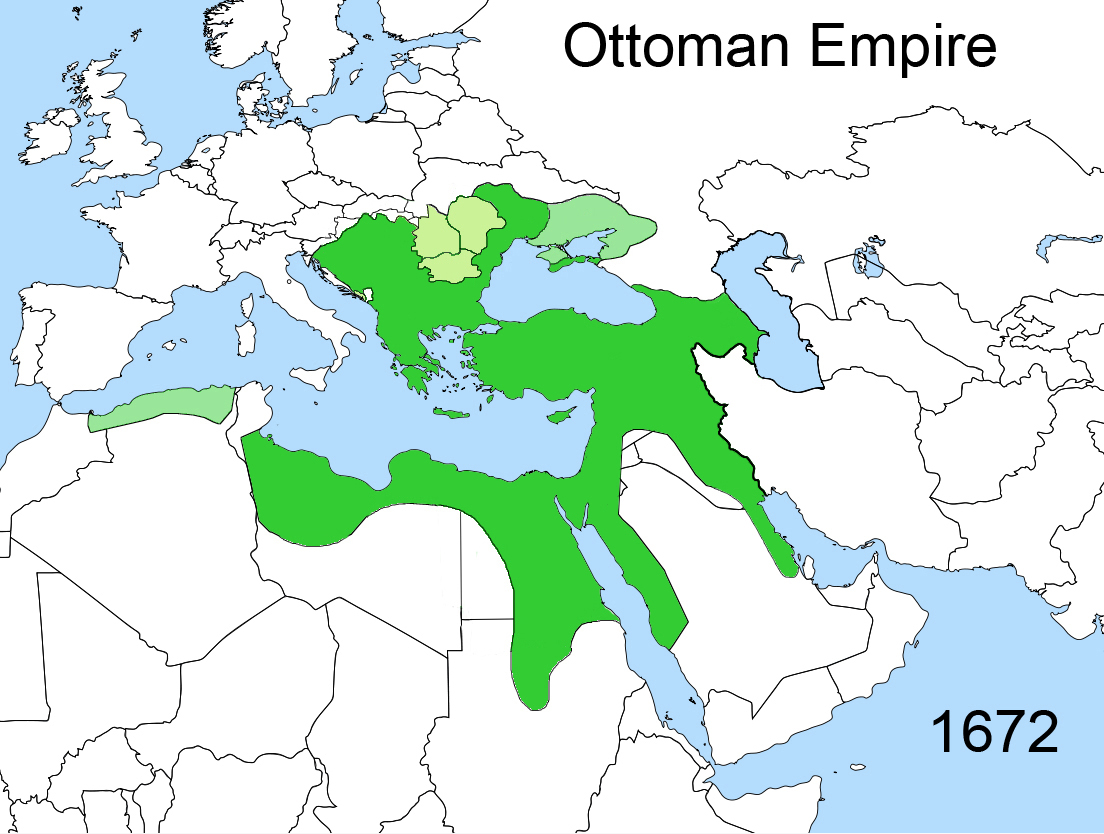
За договором в Амасьї Османська імперія отримала доступ до Перської затоки

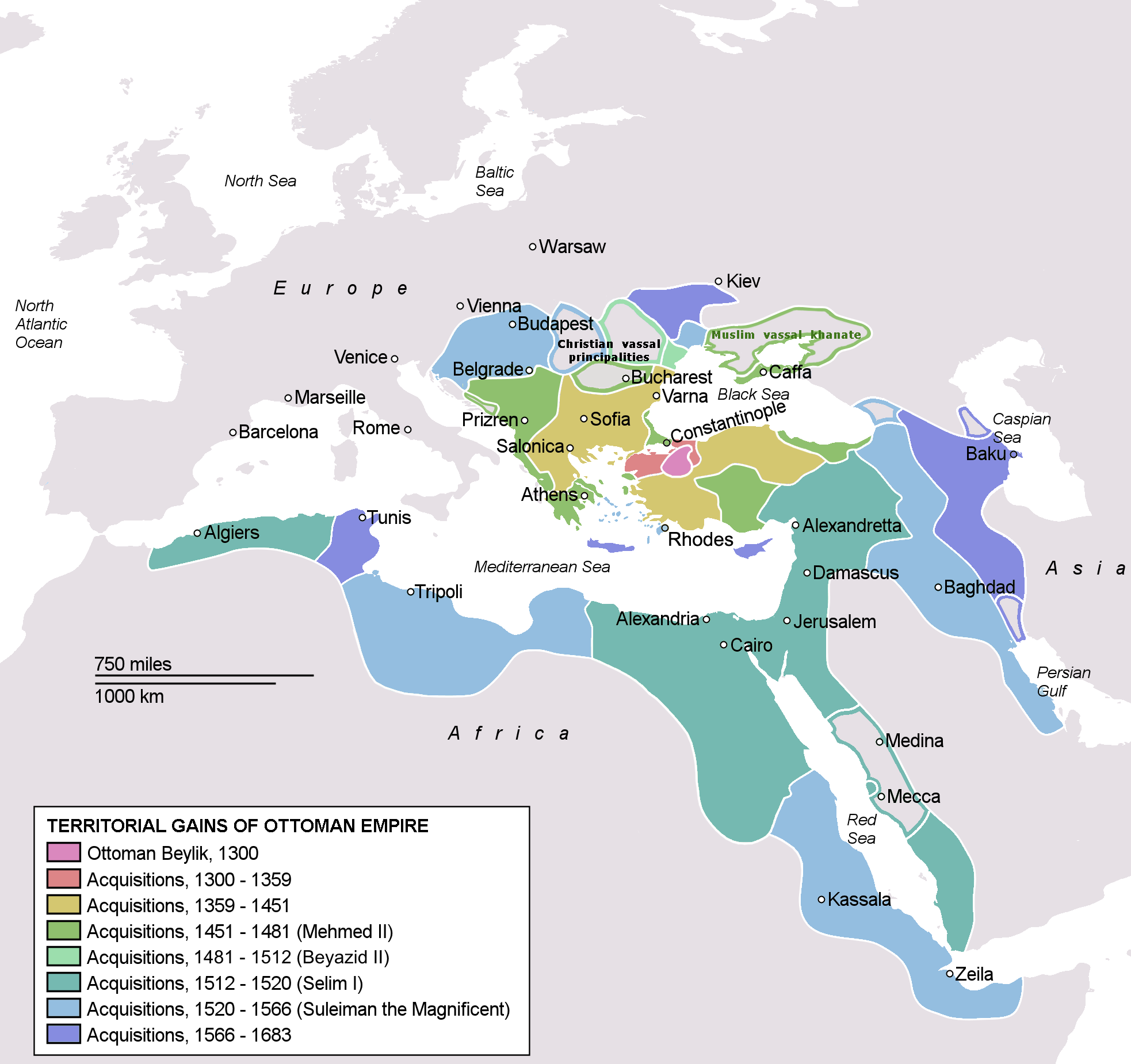
Завоювання Сулеймана у Османо-перській війні (1532–1555) дали йому доступ до Перської затоки

Мир в Амасьї (тур. Amasya Antlaşması; перс.: پیمان آماسیه) — мирний договір, підписаний 29 травня 1555 після османо-іранської війни 1514-1555. Договір визначив кордони між Іраном і Османською імперією, він приніс 20 років миру. За цим договором Грузія та Вірменія були розділені порівну між двома країнами. Османська імперія отримала більшість Іраку, в тому числі Багдад, що дало їй доступ до Перської затоки, а перси зберегли свою колишню столицю Тебриз та північно-західні кордони, як це було до війни. 

## Передісторія
Навесні 1554 армія Сулеймана взяла в облогу Нахічевань. Слідуючи своїй тактиці, Тахмасп I уникав великих боїв, вимотував сили противника в дрібних сутичках, позбавляв його продовольства та фуражу. Ставка шаха розташувалася на Воротані (притоці Араксу). Маючи брак провізії, османи покинули Нахічевань та пішли до Ерзурума. Виснажені війною війська султана проявляли невдоволення. Тому султан згодився на ведення переговорів про мир, на чому Сефевіди неодноразово наполягали. 

## Підписання миру
На зворотному шляху з Нахічеваня султан Сулейман дав вказівку візирові Мухам-лу-паші готувати переговори про мир. Був проведений обмін високопоставленими бранцями. 29 травня 1555 в Амасьї підписано перший в історії двох держав мирний договір.
За умовами миру 1555 року області західної Грузії — Імеретінське царство, Мінгрелія та Гурійське князівство переходили в сферу впливу Османської імперії, а її східні області — Месхія, Картлі та Кахеті потрапили під владу сефевідської держави. Аналогічно західна Вірменія опинилася під пануванням османського султана, а східна відійшла до Сефевідів. Курдистан й арабський Ірак з Багдадом переходив до Османської імперії, весь Азербайджан залишався у Сефевідів.

## Значення
Оскільки мирний договір між Османською імперією та державою Сефевідів до 1555 не підписувався, це дає вагому підставу вважати всі військові дії між Османською імперією й Іраном в 1514-1555 однією війною з перервами, а не декількома війнами. 